# Ephalaenia
Ephalaenia is een geslacht van vlinders van de familie spanners (Geometridae), uit de onderfamilie Ennominae.

## Soorten
- E. variaria Leech, 1897
- E. xylina Wehrli, 1937